# Handball Club Libourne
Dernière mise à jour : 14 août 2021.
Handball Club de Libourne est un club français de handball basé à Libourne en Gironde. Le club évolue en Nationale 2 (D4) pour la saison 2020-2021. Les jeunes participent régulièrement au Championnat de France de handball des moins de 18 ans.

## Histoire
Si c'est en 1962 que le handball apparait à Libourne  en tant qu'ASPTT, le HBC Libourne est lui créé le 21 mai 1986 par Michel Lafargue porté par la volonté d’un groupe de parents du Collège Atget de faciliter la poursuite d’études et la pratique du handball de leurs enfants
Les cinq premières années d’existence du club ont été consacrées à la formation des jeunes en lien étroit avec le Collège Aget et le Lycée Max Linder qui performent au niveau national en UNSS : 
- Minimes : vice-champion de France à Lorient (1986), 3e à Paris (1987) ;
- Cadets : 3e à Lorient (1987) et à Lille (1989), 4e à Lille (1988), 5e à Fréjus (1992) et à Chartres (1996).

La 1re équipe senior est ensuite créée en 1991. En 1997, au terme d'une saison exemplaire (22 victoires en 22 matchs), le club est pour la première fois promu en Nationale 3 (5e division). 1999 est marqué par l'arrivée de Thierry Segonzac comme co-président, puis comme président de 2001 à 2009.
En 2003, après avoir effectué un recrutement de haut niveau dont l'ex-joueur de Dl Ciprian Beșta, le HBC Libourne est champion de France de Nationale 3 accède à la Nationale 2 (D4). Deux ans plus tard, nouvelle accession en Nationale 1 grâce notamment à Ludovic Fernandez, le frère de l'international Jérôme Fernandez.
En 2009 et 2014, le club va osciller entre les Nationale 1 et 2 au gré de multiples relégation et accession. Si le club passe dans le même temps la barre des 300 et s'approche des 400 licenciés, il est aussi en butte à des soucis financiers de sorte qu'il contraint de repartir en Nationale 3 bien qu'ayant obtenu sportivement son maintien en Nationale 1.
Le club doit alors attendre la saison 2018-2019 pour être à nouveau promu en Nationale 2.

## Palmarès
- Vice-champion de France Nationale 2 : 2005
- Champion de France Nationale 3 : 2003

## Personnalités historiques du club
- Michel Lafargue, fondateur du club[2]
- Elino de Nardi, professeur de gym à l'initiative de la création du club et premier entraîneur[2], joueur et personnage emblématique du club[7].
- Henri Lallet, professeur de gym à l'initiative de la création du club[2]
- Thierry Ségonzac, président de 1999 à 2009
- Ciprian Beșta, joueur à partir de 2002
- Ludovic Fernandez, joueur à partir de 2004[4]